# Mieczysław Wodziński
Mieczysław Wodziński (ur. 1944 w Casablance) – marokański dziennikarz i pedagog pochodzenia polskiego.

## Życiorys
Mieczysław Wodziński urodził się jako syn polskiego uchodźcy. Jego bratem jest ekonomista i sportowiec Henryk Wodziński. Mieczysław był wykładowcą języka francuskiego i angielskiego w kilku szkołach w Casablance oraz doradcą językowym i prawnym w Cabinet d’Etudes et d’Expertises Rochd od 1982 do 1999 roku. Jest również dziennikarzem. Pracował jako reporter, sprawozdawca sportowy, krytyk muzyczny i teatralny oraz kronikarz w marokańskich prasach francuskojęzycznej, m.in.: Le Petit Marocain, Continent, Hebdo-Sports, Le Matin, Le Matin du Sahara, Maroc-Soir, Matin Magazine, Matin-Societe, czy Le Matin du Sahara et du Maghreb. W prasie marokańskiej komentatuje sprawy polskie. Ponadto pracował także jako tłumacz książek, przetłumaczył na język francuski m.in. książkę Lidii Milki-Wieczorkiewicz pt. Droga do niepodległości. Polityka Francji wobec Maroka 1944-1953 (1997). Mieczysław Wodziński był także ambasadorem Polski i spraw polskich w Maroku. Wraz z bratem, Henrykiem Wodzińskim, został odznaczony Krzyżem Kawalerskim Orderu Zasługi Rzeczypospolitej Polskiej w 1999 roku. Założył z nim także Polski Klub Szachowy w Casablance.

## Odznaczenia
- Krzyż Kawalerski Orderu Zasługi Rzeczypospolitej Polskiej w 1999[3]